# Kanton Aurillac-2
Aurillac-2 is een kanton van het Franse departement Cantal. Het kanton maakt deel uit van het arrondissement Aurillac.

## Gemeenten
Het kanton Aurillac-2 omvatte tot 2014 de volgende gemeenten:
- Aurillac (deels, hoofdplaats)
- Saint-Paul-des-Landes
- Sansac-de-Marmiesse
- Ytrac

Na de herindeling van de kantons bij decreet van 13 februari 2014, met uitwerking op 22 maart 2015; omvat het kanton enkel nog een oostelijk deel van de gemeente Aurillac.